# Kranjska-slovenska katoliška jednota
Kranjska-slovenska katoliška jednota je nacionalno društvo ameriških Slovencev, ki je bilo ustanovljeno leta 1894.

## Odlikovanja in nagrade
Leta 2004 je prejel zlati častni znak svobode Republike Slovenije z naslednjo utemeljitvijo: »za zasluge pri ohranjanju narodne zavesti in združevanju Slovencev v Združenih državah Amerike ter mednarodnem prepoznavanju in uveljavljanju Republike Slovenije«.